# Elvis (filme de 1979)
Elvis (bra: Elvis) é um telefilme estadunidense de 1979, escrito por Anthony Lawrence e dirigido por John Carpenter, com Kurt Russell no papel de Elvis Presley. originalmente exibido na ABC. Ele marca o último papel na televisão para Russell e a primeira colaboração entre ele e Carpenter.
Após seu sucesso na televisão nos Estados Unidos, Elvis foi lançado nos cinemas por toda a Europa. Foi indicado ao Globo de Ouro de melhor minissérie ou filme para televisão e a três Prémios Emmy do Primetime, incluindo Emmy do Primetime de melhor ator em minissérie ou telefilme para Russell.

## Sinopse
A história segue a vida e a carreira do ícone do rock and roll Elvis Presley. Ele termina em 1970 e não representa os últimos anos da carreira de Presley, levando à sua morte em 1977. No entanto, há um exemplo de incontinuidade, visto que a última música que Presley apresenta em seu concerto de 1970 é "An American Trilogy". A música que o próprio Presley não lançou, nem incluiu em nenhum show, até 1972.
Há mais de uma versão deste filme: uma versão que começa com o cabelo de Presley sendo cortado quando ele foi convocado pelo exército dos EUA e a morte de sua mãe, sem cenas de sua vida antes disso, foi exibida na TV no Reino Unido. Ele dura cerca de duas horas, incluindo comerciais.

## Elenco
- Kurt Russell (com o cantor country Ronnie McDowell cantando) como Elvis Presley
- Shelley Winters como Gladys Presley
- Season Hubley como Priscilla Presley
- Bing Russell como Vernon Presley
- Robert Gray como Red West
- Pat Hingle como Tom Parker
- Melody Anderson como Bonnie
- Charles Cyphers como Sam Phillips
- Ellen Travolta como Marion Keisker
- Will Jordan como Ed Sullivan
- Joe Mantegna como Joe Esposito
- Peter Hobbs como Jim Denny
- Ed Begley Jr. como D. J. Fontana
- James Canning como Scotty Moore
- Elliott Street como Bill Black
- Charlie Hodge como ele mesmo

## Produção
Carpenter queria fazer o filme porque "Queria trabalhar com atores. Queria fazer um filme dramático. Queria fazer algo diferente. E Elvis foi a primeira coisa que me veio à cabeça que eu tinha algum sentimento, pessoalmente - porque tinha um sentimento por Elvis, Eu gostei muito dele, me preocupei com ele, então parecia um pacote muito bom quando chegou. Depois que acabou, fiquei decepcionado com alguns dos meus trabalhos e fiquei decepcionado por não ter mais participação na edição".
Carpenter diz que o filme envolveu 150 locais e foi filmado em 30 dias. "Alguns dias nos mudávamos para três e quatro locais diferentes", afirmou ele. "Quando você tem uma grande equipe sindical com muitos caminhões e besteiras, precisa correr muito rápido. Você tem que gravar algo pela manhã, gravar algo no meio da tarde e gravar algo antes de sair à noite. Isso é o que aconteceu. Estávamos apenas correndo".
Carpenter não conseguiu editar ou fazer a trilha sonora do filme e achou uma experiência infeliz.
Russell trabalhou e conheceu Elvis no filme It Happened at the World's Fair (1963). No filme, Elvis quer conhecer a enfermeira do parque de diversões e ele paga um garoto, interpretado por Russell, de 12 anos, para chutá-lo nas canelas. Mais tarde no filme, ele vê Elvis e a enfermeira juntos em um encontro e pergunta se ele pode chutá-lo novamente por dinheiro. Russell também dublou a voz de um jovem Elvis em Forrest Gump (1994) e interpretou um imitador de Elvis no filme 3000 Miles to Graceland (2001).
O cantor country Ronnie McDowell forneceu os vocais para várias músicas que Russell apresentou no filme. McDowell gravou 36 músicas para a trilha sonora, das quais 25 foram usadas.
Segundo vários relatos, Priscilla Presley recebeu US$50,000 para verificar a precisão do script antes de começar a filmar.

## Recepção
Elvis foi ao ar originalmente na ABC, ao lado de dois filmes de grande sucesso; Gone with the Wind (1939) na CBS, e One Flew Over the Cuckoo's Nest (1975) na NBC. Apesar disso, Elvis venceu os dois na classificação Nielsen, recebendo uma classificação de 27,3 em comparação com 24,3 e 22,5, respectivamente. Elvis foi classificado como o sexto programa mais assistido da semana.
Após seu sucesso na televisão, o filme foi lançado nos cinemas em toda a Europa. O filme estreou em DVD no início de 2010 e em Blu-ray em 2016 via Shout! Factory. A edição do disco Blu-ray é apresentada em uma proporção de aspecto de 1.78:1, em contraste com a apresentação televisiva original de 1.33:1 ou o lançamento nos cinemas europeus de 1.66:1.

### Premiações
| Associação                | Data da Cerimônia     | Categoria                                                   | Destinatário       | Resultados | Ref |
| ------------------------- | --------------------- | ----------------------------------------------------------- | ------------------ | ---------- | --- |
| Prêmios Globo de Ouro     | 26 de janeiro de 1980 | Globo de Ouro de melhor minissérie ou filme para televisão  | —                  | Indicado   |     |
| Prémios Emmy do Primetime | 9 de setembro de 1979 | Emmy do Primetime de melhor ator em minissérie ou telefilme | Kurt Russell       | Indicado   |     |
| Prémios Emmy do Primetime | 9 de setembro de 1979 | Realização notável em maquiagem                             | Marvin G. Westmore | Indicado   |     |
| Prémios Emmy do Primetime | 9 de setembro de 1979 | Cinematografia excelente para séries limitadas ou especiais | Donald M. Morgan   | Indicado   |     |

## Legado
Elvis é notável na carreira de Carpenter por dois motivos. Foi feito depois de Halloween (1978) ter sido produzido, por isso ofereceu uma oportunidade para ele tentar um filme longe do gênero de terror. Foi também a primeira vez que Carpenter trabalhou com Kurt Russell, que se tornou um colaborador frequente da Carpenter. Russell estrelou posteriormente em Escape from New York (1981), The Thing (1982), Big Trouble in Little China (1986) e Escape from L.A. (1996).
Russell se casou com a co-estrela Season Hubley em 17 de março de 1979, e eles se divorciaram em 1983. Bing Russell, que interpretou Vernon Presley, é o verdadeiro pai de Kurt Russell. Por vários anos, Bing fez o papel de Vice Clem Poster na série de TV Bonanza.